# スティーブ・シソラック
スティーブ・シソラック（英語: Stephen F. Sisolak、1953年12月26日 - ）は、アメリカ合衆国の元政治家。第30代ネバダ州知事を務めた。チェコ人とスロバキア人である。 彼は以前、クラーク郡委員会とネバダ州摂政委員会の委員も務めていました。シソラック氏はボブ・ミラー氏以来ネバダ州知事に就任した唯一の民主党員である。
シソラク氏は2014年にブライアン・サンドバル氏と対立するネバダ州知事選に立候補することを検討したが、実行しなかった。彼は2018年の知事選に立候補し、クリスティーナ・ジュンチリアーニという別のクラーク郡委員を破って民主党の指名を獲得した。彼はバラク・オバマ、ハリー・リード、エリック・ハンプトン・ホルダーによって支持されました。本選挙では共和党候補のネバダ州司法長官アダム・ラクソルトを破った。
1期後、シソラクは再選に立候補したが、クラーク郡保安官ジョー・ロンバルドに僅差で敗れた。